# Алтуд
Алту́д (кабард.-черк. Алътуд) — село в Прохладненском районе Кабардино-Балкарской Республики. 
Образует муниципальное образование «сельское поселение Алтуд», как единственный населённый пункт в его составе.

## География
Селение расположено в юго-западной части Прохладненского района, в долине реки Баксанёнок (правый приток реки Баксан). Находится в 12 км к юго-западу от районного центра Прохладный и в 55 км к северо-востоку от города Нальчик (по дороге). Через село проходит федеральная автотрасса А-158 «Прохладный—Баксан—Эльбрус». 
Площадь территории сельского поселения составляет — 77,63 км2. Большую часть территории муниципального хозяйства занимают пашни и арендные хозяйства.
Граничит с землями населённых пунктов: Саратовский на западе, Черниговское и Янтарное на севере, Матвеевский и Ново-Троицкий на северо-востоке, Ново-Вознесенский на востоке, Ново-Полтавское на юго-востоке, а также с хуторами Петропавловский, Александровский и Цораевский на юго-западе.
Населённый пункт расположен на наклонной Кабардинской равнине, в равнинной зоне республики. Перепады высот колеблется от 300 метров на северо-западе, до 192 метров на юго-востоке сельского поселения. Средние высоты на территории села составляют 247 метров над уровнем моря. Рельеф местности представляет собой в основном предгорные равнины с общим уклоном с северо-запада на юго-восток. К юго-западу, вдоль долины реки Баксан тянутся малые возвышенности. 
Гидрографическая сеть представлена реками — Баксанёнок, Ямансу, Новая Нахаловка и Гедуко. На юге земли сельского поселения ограничены рекой Баксан. Местность богата родниковыми источниками, а уровень обеспечения местности водными ресурсами высокий, благодаря близкому залеганию грунтовых вод к поверхности земли. Водный фонд составляет 83 га. 
Климат влажный умеренный, с тёплым летом и прохладной зимой. Амплитуда температуры воздуха колеблется от средних +23,0°С в июле, до средних -2,5°С в январе. Среднегодовая температура составляет +10,0°С. Сумма положительных температур за вегетационный период составляют 3380°С. Среднегодовое количество осадков составляет около 620 мм. Основные ветры — северо-западная и восточная.

## История
Установить точную дату основания села Алтуд — трудно, так как поселение в этой местности сложилось постепенно. По разрозненным архивным документам, в XVII веке на территории современного села располагался аул Мурзабека Тамбиева, входившая в родовые имения кабардинских князей Тамбиевых. Основатели аула — Тамбиевы были одной из наиболее могущественных в Кабарде феодальных фамилий. Одна из легенд связывает с Тамбиевыми происхождение географического и политического понятия «Кабарда». Она гласит, что своё нынешнее название Кабарда получила от имени первостепенного адыгского уорка (рыцаря или дворянина ) Кабарда Тамбиева, обосновавшегося на земле у левобережья реки Малка.
На карте С. Чичагова 1744 года, в Большой Кабарде было отмечено три деревни Танбиева (Тамбиева). Один располагался выше впадения речки Кишпек в Баксан, второй в низовье реки Куркужин и третий чуть выше впадения реки Баксан в Малку.
В 1865 году в ходе Земельной реформы Кабарды и программы по укрупнению кабардинских селений, к аулу Тамбиево II были присоединены аулы Ехшоково (кабард.-черк. Ехъущыкъуей), Гетежево (кабард.-черк. Джэтэжьей) и Шаруково (кабард.-черк. Шэрыкъуей). 
В 1861-1869 годах аул Тамбиево II находился в составе Кабардинского округа Терской области Кавказского наместничества Российской империи.
В 1869-1874 годах аул Тамбиево II находился в составе Георгиевского округа Терской области Кавказского наместничества Российской империи.
В 1874-1883 годах аул в составе Пятигорского округа. В 1883-1917 годах в составе Нальчикского округа Терской области Российской империи.
К началу XX века в ауле имелись сельское правление, одноклассное училище, 2 мечети и 3 торгово-промышленных заведения.
8 июля 1920 года, всем селениям Нальчикского округа носившим названия по фамилиям своих князей и дворян, присваивались новые названия установившейся советской властью. Так аул Тамбиево II был переименован в село Алтуд.
В том же году был образован исполком Алтудского сельского Совета. В составе которого были основаны новые населённые пункты Гедуко и Таукен-Дореш. 
С 1922 по 1924 года селение Алтуд входило в состав Баксанского округа Кабардино-Балкарской автономной области.
В 1923 году при разукрупнении села Алтуд были основаны новые населённые пункты — Красное Гедуко и Таукен-Дореш, которые продолжали административно входить в состав Алтудского сельсовета.
22 марта 1924 года селение Алтуд передан в состав Прималкинского округа Кабардино-Балкарской АО.
В 1938-1946 годах Алтуд являлся административный центром Прималкинского района КБАССР. Затем районный центр был перенесён в станицу Солдатская.
28 октября 1959 года после преобразования административных районов КБАССР, из Алтудского сельсовета было выделено село Гедуко, которое было передано в состав Чернореченского сельсовета Урванского района. А село Таукен-Дореш было упразднено и снято из учётных данных. Тогда же Прималкинский район был упразднён и включён в состав Прохладненского района. 
24 июня 1992 года Алтудский сельсовет был реорганизован и преобразован в Алтудскую сельскую администрацию. В 2005 году Алтудская сельская администрация была преобразована в муниципальное образование, со статусом сельского поселения.

## Этимология
Существует старинная легенда о происхождении села. Согласно ему, некогда кабардинский князь Тамбиев выкупил у татар Золотой Орды — земли, на которых впоследствии раскинулось его селение. Однако за сделку, татары потребовали большую цену: жену князя по имени Алтуд. Жена сказала мужу, чтобы тот согласился, а когда торг состоялся, красавица Алтуд покончила с собой. На месте её гибели насыпали курган, а курганная возвышенность была названа её именем — Алтуд.

## Население
| 2002  | 2010  | 2012  | 2013  | 2014  | 2015  | 2016  |
| ----- | ----- | ----- | ----- | ----- | ----- | ----- |
| 5416  | ↘5326 | ↗5361 | ↗5400 | ↘5396 | ↗5432 | ↗5444 |
| 2017  | 2018  | 2019  | 2020  | 2021  | 2023  | 2024  |
| ↗5465 | ↗5500 | ↗5504 | ↗5554 | ↗6091 | ↗6126 | ↗6179 |
| 2025  |       |       |       |       |       |       |
| ↗6243 |       |       |       |       |       |       |

Плотность — 80.42 чел./км2.
Национальный состав
По данным Всероссийской переписи населения 2010 года:
| Народ      | Численность, чел. | Доля от всего населения, % |
| ---------- | ----------------- | -------------------------- |
| кабардинцы | 5 301             | 99,5 %                     |
| другие     | 25                | 0,5 %                      |
| всего      | 5 326             | 100 %                      |

По данным Всероссийской переписи 2021 года:
| Народ               | Численность, чел. | Доля от всего населения, % |
| ------------------- | ----------------- | -------------------------- |
| кабардинцы          | 5 513             | 90,51 %                    |
| черкесы             | 530               | 8,70 %                     |
| другие / не указано | 48                | 0,78 %                     |
| всего               | 6 091             | 100,0 %                    |

Поло-возрастной состав
По данным Всероссийской переписи населения 2010 года:
| Возраст     | Мужчины, чел. | Женщины, чел. | Общая численность, чел. | Доля от всего населения, % |
| ----------- | ------------- | ------------- | ----------------------- | -------------------------- |
| 0 — 14 лет  | 609           | 605           | 1 214                   | 22,8 %                     |
| 15 — 59 лет | 1 724         | 1 780         | 3 504                   | 65,8 %                     |
| от 60 лет   | 268           | 340           | 608                     | 11,4 %                     |
| Всего       | 2 601         | 2 725         | 5 326                   | 100,0 %                    |

Мужчины — 2 601 чел. (48,8 %). Женщины — 2 725 чел. (51,2 %). 
Средний возраст населения — 32,6 лет. Медианный возраст населения — 29,8 лет.
Средний возраст мужчин — 31,7 лет. Медианный возраст мужчин — 28,5 лет.
Средний возраст женщин — 33,4 лет. Медианный возраст женщин — 30,9 лет.

## Местное самоуправление
Администрация сельского поселения Алтуд — село Алтуд, ул. Комсомольская, 25.
Структуру органов местного самоуправления сельского поселения составляют:
- Исполнительно-распорядительный орган — Местная администрация сельского поселения Алтуд. Состоит из 7 человек.
  - Глава администрации сельского поселения — Бжахов Арсен Хасанович.
- Представительный орган — Совет местного самоуправления сельского поселения Алтуд. Состоит из 15 депутатов, избираемых на 5 лет.
  - Председатель Совета местного самоуправления сельского поселения — Бжахов Арсен Хасанович.

## Образование
- МКОУ Средняя общеобразовательная школа № 1 — ул. Комсомольская, 60.
- МКОУ Средняя общеобразовательная школа № 2 — ул. Комсомольская, 11.
- МДОУ Начальная школа Детский сад «Насып» — ул. Комсомольская, 3.

## Здравоохранение
- Участковая больница — ул. Комсомльская, 51.
- Стационарный участок

## Культура
- МКУК Культурно-досуговый центр — ул. Комсмольская, 34.
- Культурно-досуговый парк
- Физкультурно-оздоровительный комплекс

Общественно-политические организации: 
- Адыгэ Хасэ
- Совет Старейшин
- Совет ветеранов труда и войны и др.

## Ислам
- Сельская мечеть — ул. Комсомольская, 39.

## Экономика
Основу экономики сельского поселения составляют промышленное производство и сельское хозяйство. На территории муниципального образования функционируют более 10 предприятий республиканского значения. 
В сельском хозяйстве наибольшее развитие получило садоводство и разведение виноградников. В основном сельскохозяйственным производством занимаются индивидуальные предприниматели. 
Основные бюджетообразующие предприятия сельского поселения: 
- ООО «Алтуд»
- ООО «Вертекс»
- ООО «Глобус»
- ООО «Жемчужина»
- ООО «Милади»
- ООО «Радуга»
- ООО «Роза ветров»
- ООО «Санэ»
- ООО СХП «Терек»
- ООО «Юник»
- ООО Н-20 «Эльбрус»

## Археология
Среди памятников археологии в Прохладненском районе КБР находящихся на государственной охране имеются:
| Памятники археологии:                   |          |              |                                                                   |
| Название                                | Название | Эпоха        | Описание                                                          |
| Городище «Алтуд»                        |          | XIV века     | Остатки средневековых поселений на территории сельского поселения |
| Алтудские курганные насыпи (12 насыпей) |          | XV—XVII века | Средневековые курганные захоронения адыгов (кабардинцев)          |

## Улицы
На территории села зарегистрировано 17 улиц и 7 переулков:
Улицы:

| Аптечная      |
| Кабардинская  |
| Кажарова      |
| Колхозная     |
| Комсомольская |
| Крестьянская  |

| Кузнечная    |
| Мастеровая   |
| Молодёжная   |
| Надречная    |
| Октябрьская  |
| Первомайская |

| Подгорная |
| Свободы   |
| Советская |
| Степная   |
| Хавпачева |

Переулки:

| Баксанский |
| Грейдерный |
| Зерновой   |

| Комсомольский |
| Мостовой      |

| Садовый  |
| Школьный |